# Alive (canción de Empire of the Sun)
«Alive» es una canción interpretada por el dúo australiano Empire of the Sun. Fue lanzado el 15 de abril de 2013 como el primer sencillo de su segundo álbum de estudio Ice on the Dune. En Australia alcanzó la ubicación número 22 donde también fue certificado con el disco de oro, y obtuvo la primera ubicación en el Billboard Hot Dance Club Songs. Cabe mencionar que esta canción también fue añadida al soundtrack del videojuego FIFA 14.

## Video musical
El video musical de la canción fue dirigido por JD Dillard de la productora Kelvin Optical y rodado en el Parque nacional del Cañón Bryce. Siguen con la estética futurista que mostraron sus anteriores videoclips. Ambos recorriendo ambientes naturales probablemente con la idea de “restaurar la paz en el mundo, a 1.000 años en el futuro”.

## Lista de canciones
| Sencillo en CD |                        |          |  |
| N.º            | Título                 | Duración |  |
| 1.             | «Alive»                | 3:24     |  |
| 2.             | «Alive» (Instrumental) | 3:24     |  |

| Descarga digital (EP Remixes) |                              |          |  |
| N.º                           | Título                       | Duración |  |
| 1.                            | «Alive» (Zedd Remix)         | 3:46     |  |
| 2.                            | «Alive» (David Guetta Remix) | 5:56     |  |
| 3.                            | «Alive» (M4SONIC Remix)      | 3:29     |  |
| 4.                            | «Alive» (Mat Zo Remix)       | 5:40     |  |

## Posicionamiento en listas y certificaciones
| Lista (2013)                                | Mejor posición |
| ------------------------------------------- | -------------- |
| Alemania (Media Control AG)                 | 39             |
| Australia (ARIA)                            | 22             |
| Austria (Ö3 Austria Top 40)                 | 16             |
| Bélgica (Flandes) (Ultratip Bubbling Under) | 13             |
| Bélgica (Valonia) (Ultratip Bubbling Under) | 13             |
| Estados Unidos (Hot Dance Club Songs)       | 1              |
| Estados Unidos (Rock Songs)                 | 26             |
| Francia (SNEP)                              | 32             |
| Irlanda (IRMA)                              | 39             |
| Israel (Media Forest)                       | 2              |
| Italia (FIMI)                               | 9              |
| México (Billboard Inglés Airplay)           | 43             |
| Países Bajos (Mega Single Top 100)          | 94             |
| Reino Unido (The Official Charts Company)   | 83             |
| Suiza (Schweizer Hitparade)                 | 25             |

| País      | Organismo certificador | Certificación    | Ventas | Ref.   |
| --------- | ---------------------- | ---------------- | ------ | ------ |
| Australia | ARIA                   | Disco de Platino | 70 000 | [ 1 ]  |
| Italia    | FIMI                   | Disco de Platino | 30 000 | [ 22 ] |

## Sucesión en listas
| Anterior: «Body Party» de Ciara | Hot Dance Club Songs — Sencillo Nro 1 3 de agosto de 2013 — 11 de agosto de 2013 | Siguiente: «Woman's World» de Cher |